# الکساندر گور آرکرایت هور-روثون
الکساندر گور آرکرایت هور-روثون (انگلیسی: Alexander Hore-Ruthven; ۶ ژوئیهٔ ۱۸۷۲ – ۲ مهٔ ۱۹۵۵) فرمانده نظامی و سیاست‌مدار اهل بریتانیا بود. وی همچنین برندهٔ جوایزی همچون صلیب نظامی ۱۹۱۴-۱۹۱۸ (فرانسه) و صلیب ویکتوریا شده‌است.